# Epidemia megaloceras
Epidemia megaloceras är en fjärilsart som beskrevs av Ferris 1977. Epidemia megaloceras ingår i släktet Epidemia och familjen juvelvingar. Inga underarter finns listade i Catalogue of Life.